# Puntenklassement Ronde van Frankrijk
| Puntenverdeling 2019 | Puntenverdeling 2019 | Puntenverdeling 2019 | Puntenverdeling 2019 | Puntenverdeling 2019 | Puntenverdeling 2019 |
| Positie              | vlak                 | heuvel               | berg                 | ind. tijdrit         | tussen- sprint       |
| -------------------- | -------------------- | -------------------- | -------------------- | -------------------- | -------------------- |
| 1e                   | 50                   | 30                   | 20                   | 20                   | 20                   |
| 2e                   | 30                   | 25                   | 17                   | 17                   | 17                   |
| 3e                   | 20                   | 22                   | 15                   | 15                   | 15                   |
| 4e                   | 18                   | 19                   | 13                   | 13                   | 13                   |
| 5e                   | 16                   | 17                   | 11                   | 11                   | 11                   |
| 6e                   | 14                   | 15                   | 10                   | 10                   | 10                   |
| 7e                   | 12                   | 13                   | 9                    | 9                    | 9                    |
| 8e                   | 10                   | 11                   | 8                    | 8                    | 8                    |
| 9e                   | 8                    | 9                    | 7                    | 7                    | 7                    |
| 10e                  | 7                    | 7                    | 6                    | 6                    | 6                    |
| 11e                  | 6                    | 6                    | 5                    | 5                    | 5                    |
| 12e                  | 5                    | 5                    | 4                    | 4                    | 4                    |
| 13e                  | 4                    | 4                    | 3                    | 3                    | 3                    |
| 14e                  | 3                    | 3                    | 2                    | 2                    | 2                    |
| 15e                  | 2                    | 2                    | 1                    | 1                    | 1                    |

Het puntenklassement in de Ronde van Frankrijk is een nevenklassement waarbij de renners punten per etappe krijgen, afhankelijk van hun aankomst. Sinds de invoering in 1953 draagt de leider in het puntenklassement een groene trui; de enige uitzondering was de ronde in 1968 toen de leiderstrui in dit klassement rood was vanwege de sponsor van het puntenklassement van dat jaar.

## Geschiedenis
Het klassement werd in de Tour van 1953 geïntroduceerd: de Zwitser Fritz Schär was de eerste drager en de eerste die de trui aan het eind van de Tour mocht aantrekken. De groene kleur werd gekozen omdat de toenmalige sponsor, de Franse kledingketen Belle Jardinière ('mooie tuinierster'), meestal groen in zijn reclames gebruikte. Het is een misverstand dat dit een tuingereedschappenbedrijf betrof.
De edities van 1905 tot en met 1912 werd de Tour verreden op een puntensysteem. Dit was een strafpuntensysteem op basis van klassering en tijd, waarbij degene met de minste punten had gewonnen. Vanaf de herintroductie in 1953 tot en met 1958 werd het strafpuntensysteem opnieuw gehanteerd. In 1959 werd een puntensysteem opgezet waarbij de wielrenner met de meeste punten de winnaar was van het klassement.

## Puntenverdeling
Hoewel de precieze regels wel veranderen, is het aantal punten dat per etappe verdiend kan worden meestal niet gelijk: in vlakke etappes kunnen meer punten verdiend worden dan in tijdritten en bergetappes, om zo sprinters te bevoordelen. Soms verlaat de drager van de puntentrui de ronde vlak voordat de zware bergritten eraan komen. Naar voorbeeld van het puntenklassement in de Ronde van Frankrijk kennen de meeste meerdaagse wielerwedstrijden tegenwoordig een puntenklassement.
Bovenstaand overzicht geeft de puntenverdeling voor de groene trui per rit weer. In de edities van Ronde van Frankrijk 2008 tot en met Ronde van Frankrijk 2014 waren er geen bonificatieseconden meer te verdienen. Deze seconden zorgden er in het verleden vaak voor dat een sprinter in de eerste dagen van de ronde ook de gele trui kon veroveren.

## Records
Het recordaantal eindoverwinningen in het puntenklassement is zeven keer, door de Slovaak Peter Sagan. Vier keer was de winnaar van het puntenklassement ook de winnaar van de gele trui: drie keer slaagde Eddy Merckx daar in, één keer Bernard Hinault. Meestal echter is de winnaar van de groene trui een sprinter die de bergritten (relatief) goed doorstaat.
De eindoverwinning gaat echter niet altijd naar de snelste sprinter. In 2005 won Thor Hushovd de groene trui zonder één enkele rit te winnen, en in 2009 won diezelfde Thor Hushovd de trui met één overwinning, terwijl Mark Cavendish zes keer de armen in de lucht mocht steken.
Het recordaantal punten (los van de strafpuntenregeling in de beginjaren) is 480 punten door de Belg Wout van Aert in de Ronde van Frankrijk 2022.

## Lijst van winnaars
Onderstaand het overzicht van de eerste drie in het eindklassement sinds 1953.
| Editie | Eerste                   | Tweede                   | Derde                |
| ------ | ------------------------ | ------------------------ | -------------------- |
| 1953   | Fritz Schär              | Fiorenzo Magni           | Raphaël Géminiani    |
| 1954   | Ferdy Kübler             | Stan Ockers              | Fritz Schär          |
| 1955   | Stan Ockers              | Wout Wagtmans            | Miguel Poblet        |
| 1956   | Stan Ockers              | Fernand Picot            | Gerrit Voorting      |
| 1957   | Jean Forestier           | Wim van Est              | Adolf Christian      |
| 1958   | Jean Graczyk             | Jef Planckaert           | André Darrigade      |
| 1959   | André Darrigade          | Gérard Saint             | Jacques Anquetil     |
| 1960   | Jean Graczyk             | Graziano Battistini      | Gastone Nencini      |
| 1961   | André Darrigade          | Jean Gainche             | Guido Carlesi        |
| 1962   | Rudi Altig               | Emile Daems              | Jean Graczyk         |
| 1963   | Rik Van Looy             | Jacques Anquetil         | Federico Bahamontes  |
| 1964   | Jan Janssen              | Ward Sels                | Rudi Altig           |
| 1965   | Jan Janssen              | Guido Reybrouck          | Felice Gimondi       |
| 1966   | Willy Planckaert         | Gerben Karstens          | Ward Sels            |
| 1967   | Jan Janssen              | Guido Reybrouck          | Georges Vandenberghe |
| 1968   | Franco Bitossi           | Walter Godefroot         | Jan Janssen          |
| 1969   | Eddy Merckx              | Jan Janssen              | Rini Wagtmans        |
| 1970   | Walter Godefroot         | Eddy Merckx              | Marino Basso         |
| 1971   | Eddy Merckx              | Cyrille Guimard          | Gerben Karstens      |
| 1972   | Eddy Merckx              | Rik Van Linden           | Joop Zoetemelk       |
| 1973   | Herman Vanspringel       | Joop Zoetemelk           | Luis Ocaña           |
| 1974   | Patrick Sercu            | Eddy Merckx              | Barry Hoban          |
| 1975   | Rik Van Linden           | Eddy Merckx              | Francesco Moser      |
| 1976   | Freddy Maertens          | Pierino Gavazzi          | Jacques Esclassan    |
| 1977   | Jacques Esclassan        | Giacinto Santambrogio    | Dietrich Thurau      |
| 1978   | Freddy Maertens          | Jacques Esclassan        | Bernard Hinault      |
| 1979   | Bernard Hinault          | Dietrich Thurau          | Joop Zoetemelk       |
| 1980   | Rudy Pevenage            | Sean Kelly               | Ludo Peeters         |
| 1981   | Freddy Maertens          | William Tackaert         | Bernard Hinault      |
| 1982   | Sean Kelly               | Bernard Hinault          | Phil Anderson        |
| 1983   | Sean Kelly               | Frits Pirard             | Laurent Fignon       |
| 1984   | Frank Hoste              | Sean Kelly               | Eric Vanderaerden    |
| 1985   | Sean Kelly               | Greg LeMond              | Stephen Roche        |
| 1986   | Eric Vanderaerden        | Jef Lieckens             | Bernard Hinault      |
| 1987   | Jean-Paul van Poppel     | Stephen Roche            | Pedro Delgado        |
| 1988   | Eddy Planckaert          | Davis Phinney            | Sean Kelly           |
| 1989   | Sean Kelly               | Etienne De Wilde         | Steven Rooks         |
| 1990   | Olaf Ludwig              | Johan Museeuw            | Erik Breukink        |
| 1991   | Djamolidin Abdoezjaparov | Laurent Jalabert         | Olaf Ludwig          |
| 1992   | Laurent Jalabert         | Johan Museeuw            | Claudio Chiappucci   |
| 1993   | Djamolidin Abdoezjaparov | Johan Museeuw            | Maximilian Sciandri  |
| 1994   | Djamolidin Abdoezjaparov | Silvio Martinello        | Ján Svorada          |
| 1995   | Laurent Jalabert         | Djamolidin Abdoezjaparov | Miguel Indurain      |
| 1996   | Erik Zabel               | Frédéric Moncassin       | Fabio Baldato        |
| 1997   | Erik Zabel               | Frédéric Moncassin       | Mario Traversoni     |
| 1998   | Erik Zabel               | Stuart O'Grady           | Tom Steels           |
| 1999   | Erik Zabel               | Stuart O'Grady           | Christophe Capelle   |
| 2000   | Erik Zabel               | Robbie McEwen            | Romāns Vainšteins    |
| 2001   | Erik Zabel               | Stuart O'Grady           | Damien Nazon         |
| 2002   | Robbie McEwen            | Erik Zabel               | Stuart O'Grady       |
| 2003   | Baden Cooke              | Robbie McEwen            | Erik Zabel           |
| 2004   | Robbie McEwen            | Thor Hushovd             | Erik Zabel           |
| 2005   | Thor Hushovd             | Stuart O'Grady           | Robbie McEwen        |
| 2006   | Robbie McEwen            | Erik Zabel               | Thor Hushovd         |
| 2007   | Tom Boonen               | Robert Hunter            | Erik Zabel           |
| 2008   | Óscar Freire             | Thor Hushovd             | Erik Zabel           |
| 2009   | Thor Hushovd             | Mark Cavendish           | Gerald Ciolek        |
| 2010   | Alessandro Petacchi      | Mark Cavendish           | Thor Hushovd         |
| 2011   | Mark Cavendish           | José Joaquín Rojas       | Philippe Gilbert     |
| 2012   | Peter Sagan              | André Greipel            | Matthew Goss         |
| 2013   | Peter Sagan              | Mark Cavendish           | André Greipel        |
| 2014   | Peter Sagan              | Alexander Kristoff       | Bryan Coquard        |
| 2015   | Peter Sagan              | André Greipel            | John Degenkolb       |
| 2016   | Peter Sagan              | Marcel Kittel            | Michael Matthews     |
| 2017   | Michael Matthews         | André Greipel            | Edvald Boasson Hagen |
| 2018   | Peter Sagan              | Alexander Kristoff       | Arnaud Démare        |
| 2019   | Peter Sagan              | Caleb Ewan               | Elia Viviani         |
| 2020   | Sam Bennett              | Peter Sagan              | Matteo Trentin       |
| 2021   | Mark Cavendish           | Michael Matthews         | Sonny Colbrelli      |
| 2022   | Wout van Aert            | Jasper Philipsen         | Tadej Pogačar        |
| 2023   | Jasper Philipsen         | Mads Pedersen            | Bryan Coquard        |
| 2024   | Biniam Girmay            | Jasper Philipsen         | Bryan Coquard        |
| 2025   | Jonathan Milan           | Tadej Pogačar            | Biniam Girmay        |

### Meervoudige winnaars
Renners in het cursief gedrukt zijn renners die nu nog actief zijn.
| Overwinningen | Renner                   | Land                | Jaren                                          |
| ------------- | ------------------------ | ------------------- | ---------------------------------------------- |
| 7             | Peter Sagan              | Slowakije           | 2012 + 2013 + 2014 + 2015 + 2016 + 2018 + 2019 |
| 6             | Erik Zabel               | Duitsland           | 1996 + 1997 + 1998 + 1999 + 2000 + 2001        |
| 4             | Sean Kelly               | Ierland             | 1982 + 1983 + 1985 + 1989                      |
| 3             | Jan Janssen              | Nederland           | 1964 + 1965 + 1967                             |
| 3             | Eddy Merckx              | België              | 1969 + 1971 + 1972                             |
| 3             | Freddy Maertens          | België              | 1976 + 1978 + 1981                             |
| 3             | Djamolidin Abdoezjaparov | Oezbekistan         | 1991 + 1993 + 1994                             |
| 3             | Robbie McEwen            | Australië           | 2002 + 2004 + 2006                             |
| 2             | Stan Ockers              | België              | 1955 + 1956                                    |
| 2             | Jean Graczyk             | Frankrijk           | 1958 + 1960                                    |
| 2             | André Darrigade          | Frankrijk           | 1959 + 1961                                    |
| 2             | Laurent Jalabert         | Frankrijk           | 1992 + 1995                                    |
| 2             | Thor Hushovd             | Noorwegen           | 2005 + 2009                                    |
| 2             | Mark Cavendish           | Verenigd Koninkrijk | 2011 + 2021                                    |

### Overwinningen per land
| Overwinningen | Land                                        |
| ------------- | ------------------------------------------- |
| 21            | België                                      |
| 9             | Frankrijk                                   |
| 8             | Duitsland                                   |
| 7             | Slowakije                                   |
| 5             | Australië, Ierland                          |
| 4             | Nederland                                   |
| 3             | Italië, Oezbekistan                         |
| 2             | Noorwegen, Verenigd Koninkrijk, Zwitserland |
| 1             | Eritrea, Spanje                             |

## Belgische groene truien

### Belgische winnaars
- 1955 - Stan Ockers
- 1956 - Stan Ockers
- 1963 - Rik Van Looy
- 1966 - Willy Planckaert
- 1969 - Eddy Merckx
- 1970 - Walter Godefroot
- 1971 - Eddy Merckx
- 1972 - Eddy Merckx
- 1973 - Herman Vanspringel
- 1974 - Patrick Sercu
- 1975 - Rik Van Linden
- 1976 - Freddy Maertens
- 1978 - Freddy Maertens
- 1980 - Rudy Pevenage
- 1981 - Freddy Maertens
- 1984 - Frank Hoste
- 1986 - Eric Vanderaerden
- 1988 - Eddy Planckaert
- 2007 - Tom Boonen
- 2022 - Wout van Aert
- 2023 - Jasper Philipsen

### Belgen met aantal dagen groene trui
N.B. Actieve renners zijn vet gezet.
| #  | Naam                     | aantal | Jaartal(len)                       |
| -- | ------------------------ | ------ | ---------------------------------- |
| 1  | Freddy Maertens          | 71     | 1976, 1978, 1981                   |
| 2  | Eric Vanderaerden        | 37     | 1983, 1985, 1986, 1988             |
| 3  | Eddy Merckx              | 33     | 1969, 1970, 1971, 1972, 1974, 1975 |
| 4  | Walter Godefroot         | 32     | 1967, 1968, 1970, 1971             |
| 5  | Rik Van Linden           | 29     | 1975, 1977                         |
| 5  | Tom Boonen               | 29     | 2005, 2006, 2007                   |
| 7  | Rik Van Looy             | 24     | 1963, 1965                         |
| 7  | Herman Vanspringel       | 24     | 1973                               |
| 7  | Patrick Sercu            | 24     | 1974                               |
| 10 | Willy Planckaert         | 22     | 1966                               |
| 11 | Wout van Aert            | 20     | 2022                               |
| 11 | Jasper Philipsen         | 20     | 2023, 2025                         |
| 13 | Frank Hoste              | 19     | 1984                               |
| 13 | Eddy Planckaert          | 19     | 1988                               |
| 15 | Stan Ockers              | 13     | 1955, 1956                         |
| 15 | Rudy Pevenage            | 13     | 1980, 1981                         |
| 17 | Guido Reybrouck          | 11     | 1965, 1966, 1967                   |
| 18 | Roger De Vlaeminck       | 10     | 1969, 1970, 1971                   |
| 19 | Tom Steels               | 7      | 1998, 2000                         |
| 19 | Philippe Gilbert         | 7      | 2011                               |
| 21 | Johan Museeuw            | 6      | 1992                               |
| 22 | Bernard Van de Kerckhove | 5      | 1965                               |
| 22 | Wilfried Nelissen        | 5      | 1993                               |
| 24 | Julien Schepens          | 4      | 1960                               |
| 25 | Georges Vandenberghe     | 2      | 1968                               |
| 26 | Jos Hoevenaers           | 1      | 1958                               |
| 26 | Eddy Pauwels             | 1      | 1963                               |
| 26 | Ward Sels                | 1      | 1964                               |
| 26 | Willy Van Neste          | 1      | 1967                               |
| 26 | Eric Leman               | 1      | 1971                               |
| 26 | Willy Teirlinck          | 1      | 1973                               |
| 26 | Joseph Bruyère           | 1      | 1974                               |
| 26 | Ludo Peeters             | 1      | 1982                               |
| 26 | Yves Lampaert            | 1      | 2022                               |

## Nederlandse groene truien

### Nederlandse winnaars
- 1964 - Jan Janssen
- 1965 - Jan Janssen
- 1967 - Jan Janssen
- 1987 - Jean-Paul van Poppel

### Nederlanders met aantal dagen groene trui
| #  | renner | aantal |
| -- | --- | ------ |
| 1  | Jan Janssen                                                                                                 | 37x    |
| 2  | Jean-Paul van Poppel                                                                                        | 17x    |
| 3  | Wout Wagtmans                                                                                               | 12x    |
| 4  | Jan Raas | 7x     |
| 5  | Daan de Groot Gerben Karstens                                                                               | 5x     |
| 7  | Wim van Est                                                                                                 | 3x     |
| 8  | Frits Pirard Frans Maassen Mike Teunissen                                                                   | 2x     |
| 11 | Jo de Roo Joop Zoetemelk Gerrie Knetemann Jelle Nijdam Peter Stevenhaagen Erik Breukink Frank van den Broek | 1x     |

 winnaars gele trui · 
 puntenklassement · 
 bergklassement · 
 jongerenklassement · 
 tussensprintklassement · 
 combinatieklassement · 
 ploegenklassement · 
 strijdlust · 
rode lantaarn
records · meeste deelnames · ranglijst etappewinnaars · bekende beklimmingen · valpartijen · dopinggevallen · Grand Départ · Souvenir Henri Desgrange
1903 · 
1904 · 
1905 · 
1906 · 
1907 · 
1908 · 
1909 · 
1910 · 
1911 · 
1912 · 
1913 · 
1914 ·
1915 ·
1916 ·
1917 ·
1918 · 
1919 · 
1920 · 
1921 · 
1922 · 
1923 · 
1924 · 
1925 · 
1926 · 
1927 · 
1928 · 
1929 · 
1930 · 
1931 · 
1932 · 
1933 · 
1934 · 
1935 · 
1936 · 
1937 · 
1938 · 
1939 · 
1940 ·
1941 ·
1942 ·
1943 ·
1944 ·
1945 ·
1946 ·
1947 · 
1948 · 
1949 · 
1950 · 
1951 · 
1952 · 
1953 · 
1954 · 
1955 · 
1956 · 
1957 · 
1958 · 
1959 · 
1960 · 
1961 · 
1962 · 
1963 · 
1964 · 
1965 · 
1966 · 
1967 · 
1968 · 
1969 · 
1970 · 
1971 · 
1972 · 
1973 · 
1974 · 
1975 · 
1976 · 
1977 · 
1978 · 
1979 · 
1980 · 
1981 · 
1982 · 
1983 · 
1984 · 
1985 · 
1986 · 
1987 · 
1988 · 
1989 · 
1990 · 
1991 · 
1992 · 
1993 · 
1994 · 
1995 · 
1996 · 
1997 · 
1998 · 
1999 · 
2000 · 
2001 · 
2002 · 
2003 · 
2004 · 
2005 · 
2006 · 
2007 · 
2008 · 
2009 · 
2010 · 
2011 · 
2012 · 
2013 · 
2014 · 
2015 · 
2016 · 
2017 · 
2018 · 
2019 ·
2020 · 
2021 · 
2022 · 
2023 · 
2024 · 
2025